# Lokomotiva 783
Lokomotiva 783 je řada šestinápravových motorových lokomotiv vyrobených společností Voith Turbo Lokomotivtechnik Kiel pod typovým označením Voith Maxima 30 CC. Obdobný typ měl být licenčně vyráběn českou společností Legios pod označením Legios General 30 CC.

## Historie
Lokomotivy tohoto typu byly v Kielu vyráběny v letech 2008 až 2010, celkem bylo vyrobeno šest kusů. Ty byly označeny německou řadou 263, konkrétně tedy šlo o stroje 263 001 až 263 006. Lokomotiva 263 003 byla montována v roce 2010 (i když jako rok výroby je uváděn 2009) s účastí techniků společnosti Legios. Tento stroj pak byl prezentován společností Legios pod označením Legios General jako prototyp této firmy (takto byla v roce 2010 uvedena na veletrzích InnoTrans a Czech Raildays), k plánované výrobě ale nedošlo. V rámci prezentace na českém trhu byla lokomotiva v roce 2010 provozována českým dopravcem Railtransport, poté se vrátila do Německa, kde byla nasazena u tamních dopravců. Zřejmě v roce 2010 byla lokomotiva prodána Legiosu, v roce 2014 pak české společnosti Railco. Nový majitel lokomotivu zaregistroval u českého Drážního úřadu, kde dostala označení 783.001. Od listopadu 2014 lokomotivu provozuje český dopravce IDS CARGO.